# ريكاردو سامبر
ريكاردو سامبر (بالإسبانية: Ricardo Samper) (بلنسية 25 أغسطس 1881 - جنيف 27 أكتوبر 1937) هو سياسي جمهوري إسباني ومحامي ووزيرًا لعدة مرات، وشغل منصب رئيس وزراء إسبانيا خلال الجمهورية الإسبانية الثانية

## السيرة الذاتية

### سنواته الأولى
ولد في بلنسية يوم 25 أغسطس 1881. ودرس القانون في جامعتها، وتخرج سنة 1904. وقال انه كرس نفسه للقانون في العاصمة بلنسية وتابعا للكاتب فيثينتي بلاسكو إيبانييث. بدأ في السياسة وأصبح جنديًا في حزب الاتحاد الجمهوري المستقل (PURA). وانتخب عدة مرات مستشارًا في ببلدية بلنسية. وفي 1920 أصبح رئيسا لبلديتها. وبعدها انضم إلى الحزب الجمهوري الراديكالي بزعامة أليخاندرو ليروكس.

### الجمهورية الثانية
بعد إعلان الجمهورية الثانية، في انتخابات الكورتيس التأسيسي لسنة 1931، حصل على نائب لمقاطعة بلنسية. ثم في انتخابات 1933، قام بإعادة انتخابه، وهذه المرة لمدينة بلنسية. وفي سبتمبر 1933 أصبح جزءًا من الحكومة التي رأسها ليروكس، حيث شغل حقيبة العمل والرعاية الاجتماعية، واستمر لبضعة أسابيع فقط، حتى 8 أكتوبر. وفي ديسمبر من ذلك العام تم تعيينه وزيراً للصناعة والتجارة. بقي في منصبه حتى في 28 أبريل 1934 حيث عُين رئيسًا للوزراء بعد استقالة ليروكس. كان الدافع وراء هذه الاستقالة هو الرفض رئيس الجمهورية نيكيتو ألكالا زامورا المبدئي بتوقيع مرسوم عفو عن المدانين المشاركين في الانقلاب الفاشل لسنة 1932.
خلال الفترة التي قضاها رئيسا للحكومة كان عليه أن يتعامل مع نزاع سياسي خطير بسبب تعميم حكومة كتالونيا بالموافقة على قانون المحاصيل الذي أعلن أنه غير دستوري؛ على الرغم من هذا وافقت السلطات الإقليمية مرة أخرى على قانون مماثل. ثم نشب صراع آخر مع المقاطعات الناطقة باللغة الباسكية في مواجهة محاولة الحكومة المركزية لتعديل النظام المالي المحدد لتجارة النبيذ في إقليم الباسك - والذي كان يعتبر انتهاكًا للاتفاقية الاقتصادية -. وانتهي سامبر بالاستقالة في 4 أكتوبر 1934 بعد أن فقد دعم سيدا.
ترأس ليروكس مرة أخرى الحكومة التالية، فأصبح سامبر وزيرا فيها للخارجية ولكن دخول ثلاث أعضاء من حزب سيدا في الحكومة تسبب وعلى نطاق واسع باندلاع ثورة عارمة مركزها في أستورياس. فاستقال سامبر في 16 نوفمبر بعد اتهام سيدا هو - ووزير الحرب الراديكالي دييجو هيدالجو - بعدم المسؤولية وعدم معرفة كيفية منع الأحداث الثورية. وحل محله مؤقتا الراديكالي خوان خوسيه روشا غارسيا
بعد اندلاع الحرب الأهلية في يوليو 1936 غادر سامبر إسبانيا؛ حيث استقر في سويسرا. وتوفي في مدينة جنيف في 27 أكتوبر 1938.